# Robert Schöpfer
Robert Schöpfer (* 27. September 1869 in Solothurn; † 27. Dezember 1941 ebenda) war ein Schweizer Politiker (FDP).

## Leben

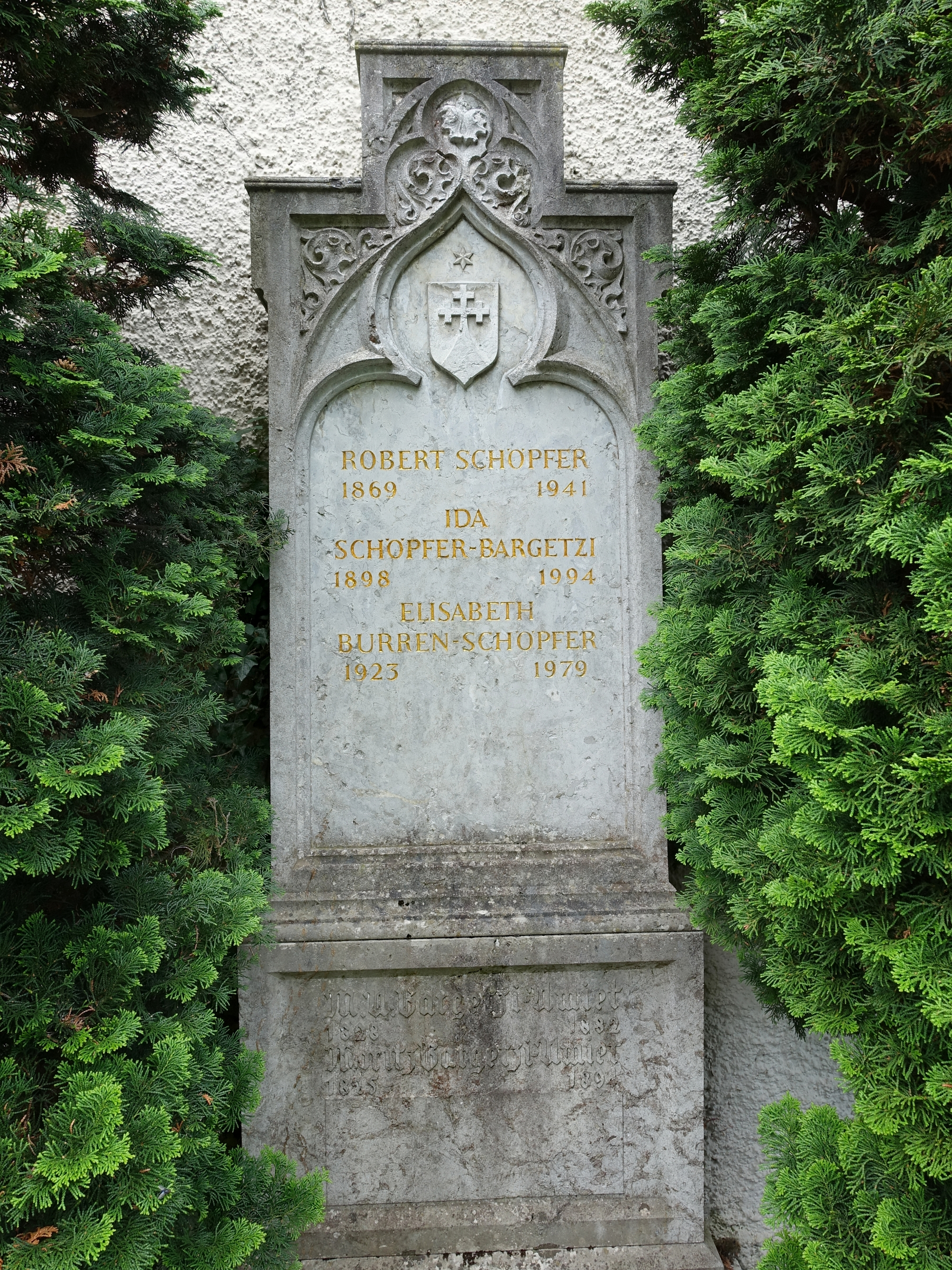
Familien Grab bei der Kirche St. Niklaus, Feldbrunnen-St. Niklaus,

Schöpfer war schon zu Schulzeiten politisch aktiv und studierte nach dem Besuch der Kantonalschule Solothurn Rechtswissenschaften in Heidelberg, Zürich und Bern. Während seines Studiums wurde er 1890 Mitglied der Burschenschaft Frankonia Heidelberg. 1895 wurde er in Bern zum Dr. iur. promoviert. Von 1896 bis 1904 war er Oberrichter am Genfer Obergericht. Von 1904 bis 1907 war er Zentralpräsident des Schweizer Alpen-Clubs und Mitglied der Sektion Weissenstein. Von 1905 bis 1912 arbeitete er als Fürsprecher und Notar. 
Von 1904 bis 1912 und von 1933 bis 1937 war er Gemeinderat und Kantonsrat in Solothurn, 1911 dort Präsident. Ab 1919 war er Präsident der Freisinnigen Partei in Solothurn und später der Schweizer FDP. Von 1912 bis 1933 gehörte er dem Regierungsrat an. 1915, 1919, 1929, 1933 und 1934 war er Landammann. Von 1917 bis 1939 war Robert Schöpfer, als Nachfolger von Oskar Munzinger, Mitglied des Ständerates, in den Jahren 1926/27 dessen Präsident. Von 1933 bis 1939 war er für die Schweiz Delegierter beim Völkerbund. Er war Oberst der Artillerie und gehörte zahlreichen Verwaltungsräten grosser Industrieunternehmen (u. a. Bally AG, Von Roll) an. Von 1934 bis 1940 war er Präsident des Verwaltungsrates der Burgdorf-Thun-Bahn, von 1910 bis 1939 war er Mitglied der Solothurner Handelskammer.
Schöpfer war Ehrenmitglied in mehreren Studentenverbindungen: der jeweiligen Helvetia in Bern, Solothurn und Zürich sowie der Arion Solothurn.
Seine letzte Ruhestätte fand er auf dem Friedhof von Feldbrunnen-St. Niklaus.

## Veröffentlichungen
- Die Rechtsstellung des bona fide Erwerbes gestohlener und verlorener Sachen nach dem schweizerischen Obligationsrecht. Dissertation Universität Bern 1895.